# Цілинна кам'яна ділянка
Цілинна кам'яна ділянка — ентомологічний заказник місцевого значення. Об'єкт розташований на території Більмацького району Запорізької області, село Сміле, між полями сівозміни VII і VIII.
Площа — 20 га, статус отриманий у 1984 році.